# Johor
Johor  este un stat din Malaysia. Se află în apropiere de Singapore, în sudul Peninsulei Malacca. Are reședința la Johor Bahru, un oraș important din Malaysia.